# 北島町
北島町（きたじまちょう）は、徳島県の北東部、平野部に位置する町。板野郡に属する。徳島県内の自治体では最も面積が小さく、四国地方では最も人口密度の高い町村でもある。
かつては日清紡徳島工場や東亜合成化学徳島工場、そして東邦レーヨン徳島工場（2001年閉鎖）などの企業城下町として栄えたが、近年は徳島市のベッドタウンとして発展を続けてきた。
特に鯛浜地区では大型商業施設のフジグラン北島が開店して以降、急速に宅地開発や商業施設の立地が進んでおり、徳島県内でも有数の発展地域となっている。
町の人口密度は1km2あたり2568.2人で四国の全市町村の中で1位（2015年（平成27年）10月現在）。また、隣町の藍住町は同3位。2位は香川県の宇多津町である。

## 地理
北島町は吉野川河口の三角州上に位置している。町の北側を旧吉野川が、町の南側を今切川が流れており、両河川がひょうたんの様な形の中州を形成。その丁度西側に当たる地域が主に北島町となっている。（東側は主に松茂町）なお町内に山はなく、起伏もほとんどない。

### 河川
- 旧吉野川
- 今切川
- 鍋川
- 本須川（地蔵川）

### 隣接している自治体
- 徳島市
- 鳴門市
- 板野郡：藍住町、松茂町

## 歴史
- 1889年（明治22年）10月1日 - 町村制の施行により、鯛浜村・高房村・江尻村・中村・北村・新喜来村・太郎八須村の7つの区域をもって北島村が発足。
- 1940年（昭和15年）2月11日 - 北島村が町制施行して北島町となる。
- 1972年（昭和47年）1月1日 - 町章を制定[2]。

## 地域

### 大字
| 郵便番号 | 大字     |
| -------- | -------- |
| 771-0201 | 北村     |
| 771-0202 | 太郎八須 |
| 771-0203 | 中村     |
| 771-0204 | 鯛浜     |
| 771-0205 | 江尻     |
| 771-0206 | 高房     |
| 771-0207 | 新喜来   |

## 行政
- 町長：古川保博（2010年1月23日就任、3期目）

### 衆議院
- 任期 ： 2017年（平成29年）10月22日 - 2021年（令和3年）10月21日（「第48回衆議院議員総選挙」参照）

| 選挙区名                                                                                      | 議員名   | 政党名     | 当選回数 | 備考   |
| --------------------------------------------------------------------------------------------- | -------- | ---------- | -------- | ------ |
| 徳島県第2区（北島町、鳴門市、吉野川市、阿波市、美馬市、三好市、板野郡、つるぎ町、東みよし町） | 山口俊一 | 自由民主党 | 10       | 選挙区 |

## 警察
- 徳島板野警察署

## 経済

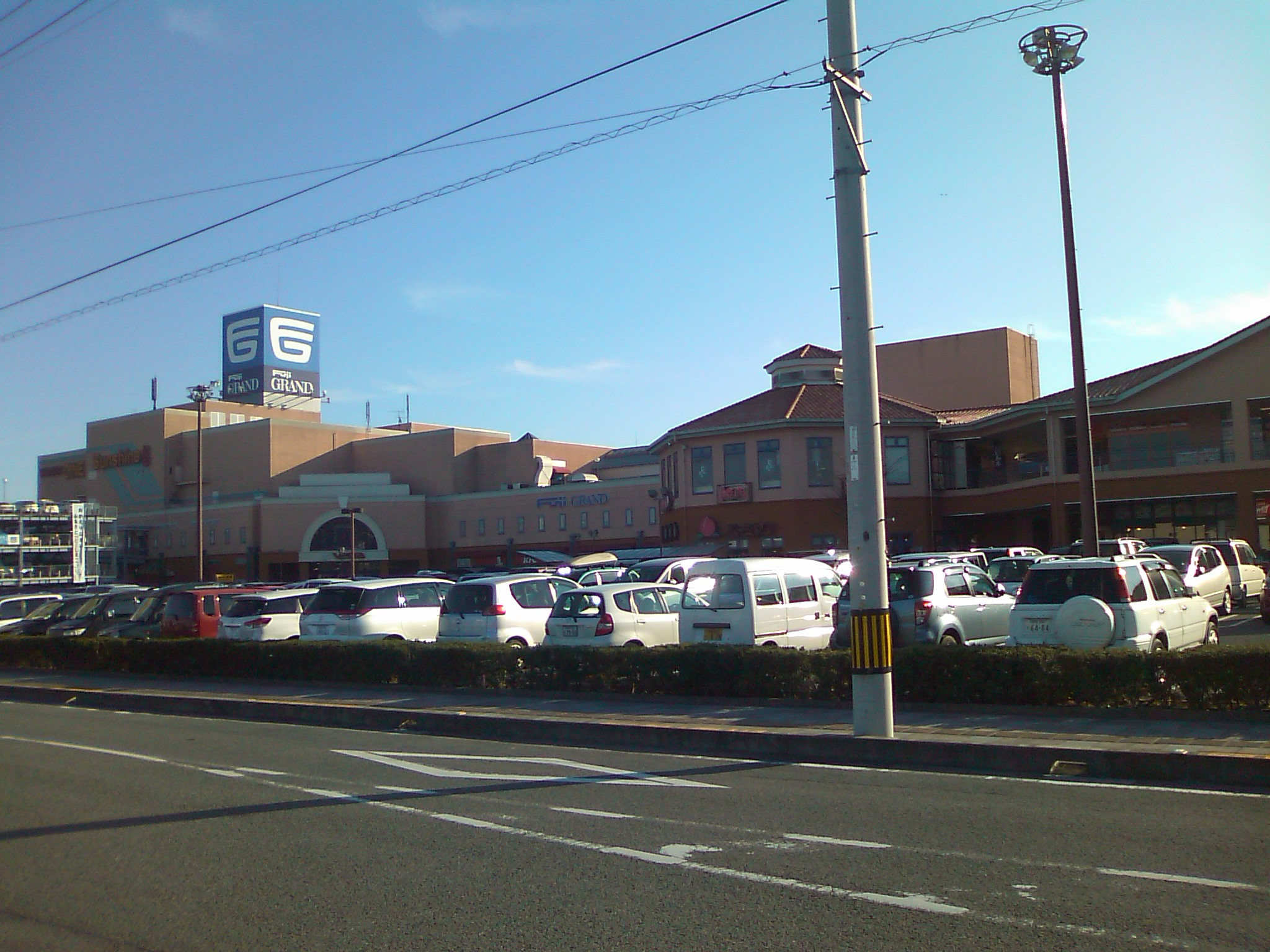
フジグラン北島

### 商業
- 大型商業施設
  - フジグラン北島
  - イオンタウン北島
- 主な商店街
  - 北高ロード商店街 - 藍住町にある勝瑞駅から町境を越えて東方面に伸びる。以前は「東邦レーヨン前商店街」という名前だったが、工場が閉鎖になったことから名称を変更した。

### 産業
- 農業
  - チューリップ
  - レンコン
  - ヒョウタン
  - サツマイモ
- 主な企業、工場
  - 四国化工機本社（太郎八須）
  - 四国化成工業徳島第二工場（江尻）
  - 大鵬薬品工業北島工場
  - 大塚ビジネスサポート -　大塚グループのシェアードサービス会社で、大塚食品お客様相談室の業務も受託している。
  - 福山通運徳島支店

※町の発展に大きく貢献して来た東亜合成化学徳島工場と日清紡徳島工場は、住所上徳島市である。

## 地域

### 人口
| |                                        |  |
| 北島町と全国の年齢別人口分布（2005年） | 北島町の年齢・男女別人口分布（2005年） |  |
| ■紫色 ― 北島町 ■緑色 ― 日本全国 | ■青色 ― 男性 ■赤色 ― 女性              |  |
| 北島町（に相当する地域）の人口の推移 \| 1970年（昭和45年） \| 13,453人 \| \| \| 1975年（昭和50年） \| 14,265人 \| \| \| 1980年（昭和55年） \| 16,466人 \| \| \| 1985年（昭和60年） \| 17,745人 \| \| \| 1990年（平成2年） \| 18,986人 \| \| \| 1995年（平成7年） \| 19,514人 \| \| \| 2000年（平成12年） \| 19,823人 \| \| \| 2005年（平成17年） \| 20,703人 \| \| \| 2010年（平成22年） \| 21,658人 \| \| \| 2015年（平成27年） \| 22,446人 \| \| \| 2020年（令和2年） \| 22,745人 \| \| |                                        |  |
| 総務省統計局 国勢調査より |                                        |  |
| 1970年（昭和45年） | 13,453人                               |  |
| 1975年（昭和50年） | 14,265人                               |  |
| 1980年（昭和55年） | 16,466人                               |  |
| 1985年（昭和60年） | 17,745人                               |  |
| 1990年（平成2年） | 18,986人                               |  |
| 1995年（平成7年） | 19,514人                               |  |
| 2000年（平成12年） | 19,823人                               |  |
| 2005年（平成17年） | 20,703人                               |  |
| 2010年（平成22年） | 21,658人                               |  |
| 2015年（平成27年） | 22,446人                               |  |
| 2020年（令和2年） | 22,745人                               |  |

### 公共施設
- 北島町役場
- 北島北公園総合体育館
- 北島町立図書館・創世ホール
- 北島町生涯学習センター
- 徳島県立防災センター
- 北島町老人福祉センター
- 北島町保健相談センター
- 北島町民体育センター
- 北島町学校給食センター
- 北島町クリーンセンター
- 北島町清掃センター
- サンビレッジ北島
- 北島町武道館
- 中央地区学習等供用施設
- 北部地区学習等供用施設
- 南部地区学習等供用施設

## 教育

### 高等学校
- 徳島県立徳島北高等学校（飛び地により学校住所は徳島市に設定されているものの実質北島町内（一部藍住町）にある）

### 中学校
- 北島町立北島中学校

### 小学校
- 北島町立北島北小学校
- 北島町立北島小学校
- 北島町立北島南小学校

### その他
- 徳島県消防学校
- 北島自動車学校

## 交通

### 鉄道
四国旅客鉄道（JR四国）高徳線が徳島北高校付近で町内を通るが、駅はない。勝瑞駅（藍住町所在）や吉成駅（徳島市所在）が利用可能な地域がある。

### 路線バス
- 徳島バス
- 町内ぐるぐる福祉バス
- 応神ふれあいバス

### 道路
- 高速道路

徳島自動車道松茂PA - 徳島JCT間が町内を通るが、ICはない。松茂町との町境付近に松茂PAがあり、中にスマートICが設置されているのが最寄のICである。
- 都道府県道

徳島県道14号松茂吉野線
徳島県道29号徳島環状線
徳島県道39号徳島鳴門線
徳島県道167号北島池谷停車場線
徳島県道188号今切港線
徳島県道302号鯛浜中村線

## 観光地

### 公園
- 北島チューリップ公園
  - 北島チューリップフェア（4月）
- 北島中央公園
- 北島町水辺交流プラザ
- 三ツ合公園

### 社寺・史跡
- 水神社
- 光福寺
- 能満寺
- 安楽院

## 著名な出身者
- 本田征治（プロサッカー選手）
- 豊崎愛生（声優） - けいおん!など
- 大西かや（アナウンサー）
- 竹宮惠子（漫画家） - 小学3年生から北島町に移り住み、北島中学校を卒業[3]。20歳で上京するまでを過ごした[4]。
- 川人千慧（作曲家、脚本家）
- 藤原志龍（プロサッカー選手）
- 犬伏湧也（競輪選手）
- 宮崎竜成（プロ野球選手）